# Thimert-Gâtelles
Thimert-Gâtelles est une commune française située dans le département d'Eure-et-Loir en région Centre-Val de Loire, dans la région naturelle du Thymerais dans le pays Drouais. Vers l'an 1000, la ville était le centre du Thymerais avant de perdre de son importance à la suite de la destruction de son château et de l'abandon de son site au profit de la ville voisine de Châteauneuf.

## Géographie

### Situation

Situation géographique
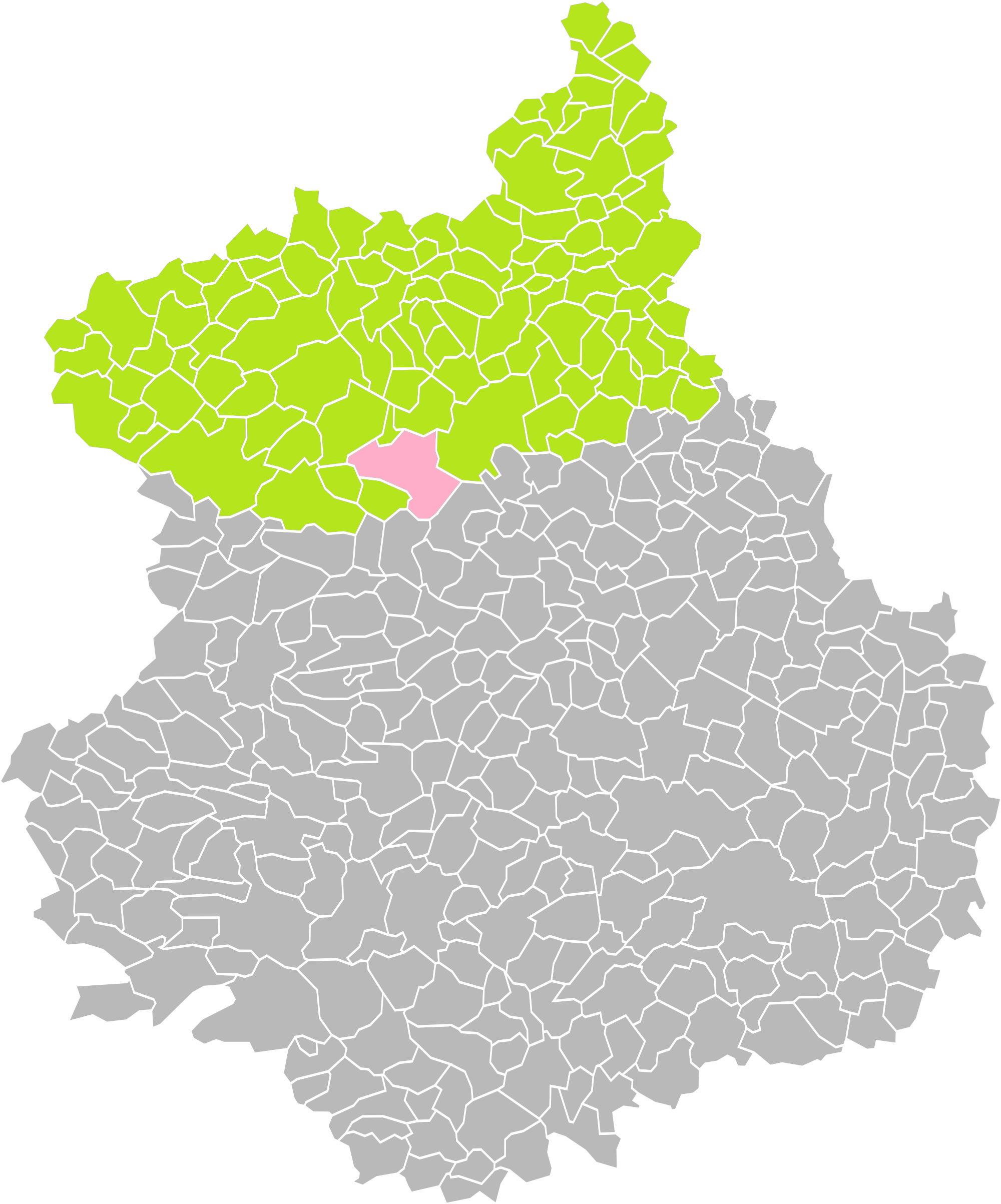
Thimert-Gâtelles dans son arrondissement.
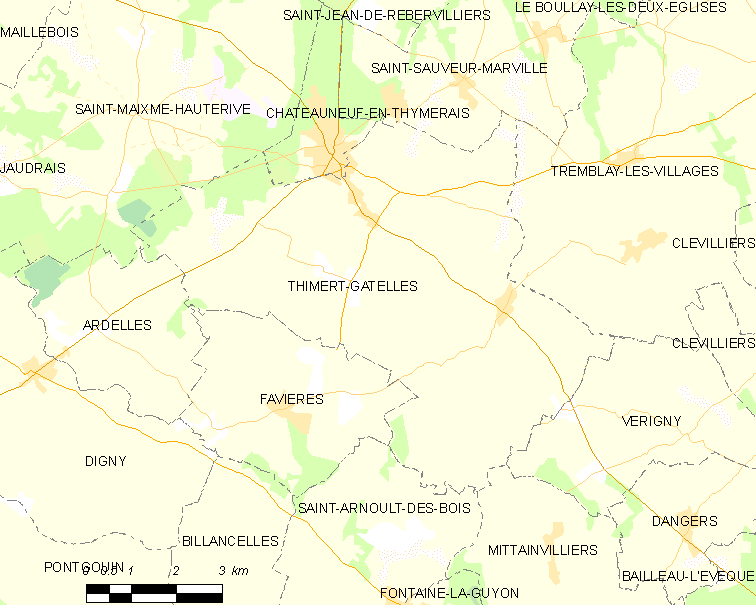
Carte de la commune de Thimert-Gâtelles.

Situé au cœur du Bassin parisien, dans la région naturelle de la Beauce, le territoire de la commune de Thimert-Gâtelles est parsemé de hameaux, bâtis autour de champs céréaliers (blé, orge).

### Communes limitrophes

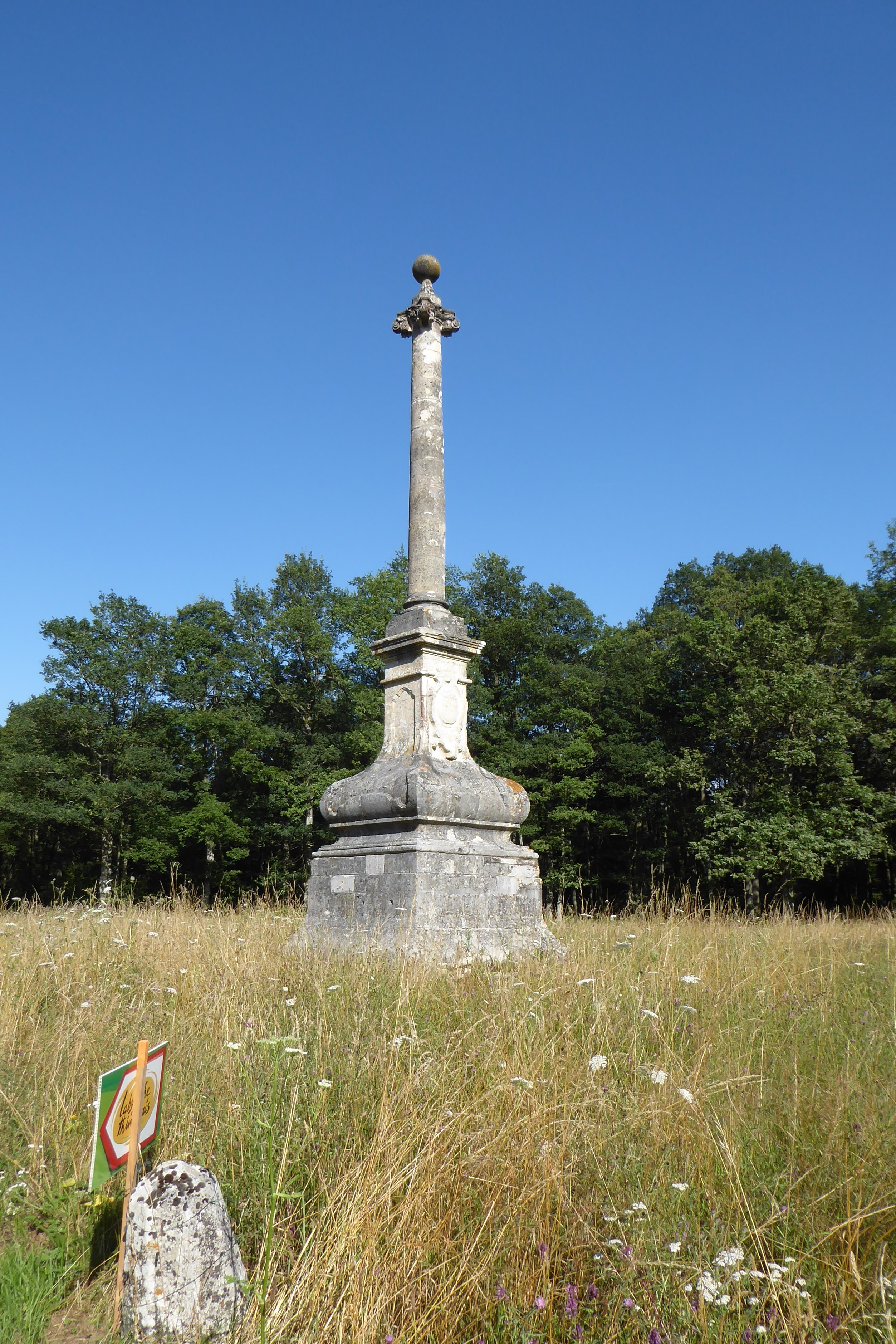
Le rond du Roi.

| Châteauneuf-en-Thymerais Saint-Maixme-Hauterive | Saint-Sauveur-Marville | Tremblay-les-Villages   |
| Ardelles                                        | Thimert-Gâtelles       | Briconville             |
| Favières                                        | Saint-Arnoult-des-Bois | Mittainvilliers-Vérigny |

### Lieux-dits et écarts
- Arpentigny : château d'eau peint.

### Climat
Le climat qui caractérise la commune est qualifié, en 2010, de « climat océanique dégradé des plaines du Centre et du Nord », selon la typologie des climats de la France qui compte alors huit grands types de climats en métropole. En 2020, la commune ressort du type « climat océanique altéré » dans la classification établie par Météo-France, qui ne compte désormais, en première approche, que cinq grands types de climats en métropole. Il s’agit d’une zone de transition entre le climat océanique, le climat de montagne et le climat semi-continental. Les écarts de température entre hiver et été augmentent avec l'éloignement de la mer. La pluviométrie est plus faible qu'en bord de mer, sauf aux abords des reliefs.
Les paramètres climatiques qui ont permis d’établir la typologie de 2010 comportent six variables pour les températures et huit pour les précipitations, dont les valeurs correspondent aux données mensuelles sur la normale 1971-2000. Les sept principales variables caractérisant la commune sont présentées dans l'encadré ci-après.
| Paramètres climatiques communaux sur la période 1971-2000 - Moyenne annuelle de température : 10,3 °C - Nombre de jours avec une température inférieure à −5 °C : 3,3 j - Nombre de jours avec une température supérieure à 30 °C : 3,6 j - Amplitude thermique annuelle : 14,5 °C - Cumuls annuels de précipitation : 684 mm - Nombre de jours de précipitation en janvier : 11,3 j - Nombre de jours de précipitation en juillet : 7,9 j |

Avec le changement climatique, ces variables ont évolué. Une étude réalisée en 2014 par la Direction générale de l'Énergie et du Climat complétée par des études régionales prévoit en effet que la  température moyenne devrait croître et la pluviométrie moyenne baisser, avec toutefois de fortes variations régionales. La station météorologique de Météo-France installée sur la commune et mise en service en 1979 permet de connaître l'évolution des indicateurs météorologiques. Le tableau détaillé pour la période 1981-2010 est présenté ci-après.
| Mois                                  | jan.             | fév.            | mars          | avril         | mai           | juin          | jui.           | août          | sep.         | oct.          | nov.          | déc.             | année      |
| ------------------------------------- | ---------------- | --------------- | ------------- | ------------- | ------------- | ------------- | -------------- | ------------- | ------------ | ------------- | ------------- | ---------------- | ---------- |
| Température minimale moyenne (°C)     | 1,3              | 1,1             | 3             | 4,2           | 7,7           | 10,4          | 12,4           | 12,4          | 10           | 7,7           | 4,1           | 1,8              | 6,4        |
| Température moyenne (°C)              | 3,8              | 4,3             | 7,4           | 9,7           | 13,5          | 16,5          | 18,9           | 18,9          | 15,6         | 11,8          | 7             | 4,1              | 11         |
| Température maximale moyenne (°C)     | 6,2              | 7,5             | 11,8          | 15,2          | 19,2          | 22,5          | 25,4           | 25,3          | 21,2         | 15,9          | 10            | 6,5              | 15,6       |
| Record de froid (°C) date du record   | −17,6 06.01.1979 | −15 11.02.12    | −13 13.03.13  | −4,5 08.04.03 | −2 05.05.1979 | 0 04.06.1991  | 4,1 04.07.1984 | 4 31.08.1986  | 1,4 30.09.18 | −4 30.10.1997 | −9,5 30.11.10 | −10,8 29.12.1996 | −17,6 1979 |
| Record de chaleur (°C) date du record | 17,1 27.01.03    | 19,8 14.02.1998 | 24,5 17.03.04 | 29,6 20.04.18 | 32 27.05.05   | 36,5 29.06.19 | 41,1 25.07.19  | 41,8 05.08.03 | 35 15.09.20  | 30 01.10.11   | 21,4 01.11.15 | 15,9 07.12.00    | 41,8 2003  |
| Précipitations (mm)                   | 57,3             | 44,5            | 48,5          | 47,8          | 59,9          | 46,9          | 53,8           | 38,3          | 49,2         | 60,2          | 54,6          | 61,3             | 622,3      |

## Urbanisme

### Typologie
Au 1er janvier 2024, Thimert-Gâtelles est catégorisée commune rurale à habitat dispersé, selon la nouvelle grille communale de densité à 7 niveaux définie par l'Insee en 2022.
Elle est située hors unité urbaine. Par ailleurs la commune fait partie de l'aire d'attraction de Chartres, dont elle est une commune de la couronne,. Cette aire, qui regroupe 117 communes, est catégorisée dans les aires de 50 000 à moins de 200 000 habitants,.

### Occupation des sols
L'occupation des sols de la commune, telle qu'elle ressort de la base de données européenne d’occupation biophysique des sols Corine Land Cover (CLC), est marquée par l'importance des territoires agricoles (92,8 % en 2018), une proportion sensiblement équivalente à celle de 1990 (92,9 %). La répartition détaillée en 2018 est la suivante : 
terres arables (89,5 %), forêts (5,3 %), zones agricoles hétérogènes (3,3 %), zones urbanisées (1,8 %), milieux à végétation arbustive et/ou herbacée (0,1 %). L'évolution de l’occupation des sols de la commune et de ses infrastructures peut être observée sur les différentes représentations cartographiques du territoire : la carte de Cassini (XVIIIe siècle), la carte d'état-major (1820-1866) et les cartes ou photos aériennes de l'IGN pour la période actuelle (1950 à aujourd'hui).

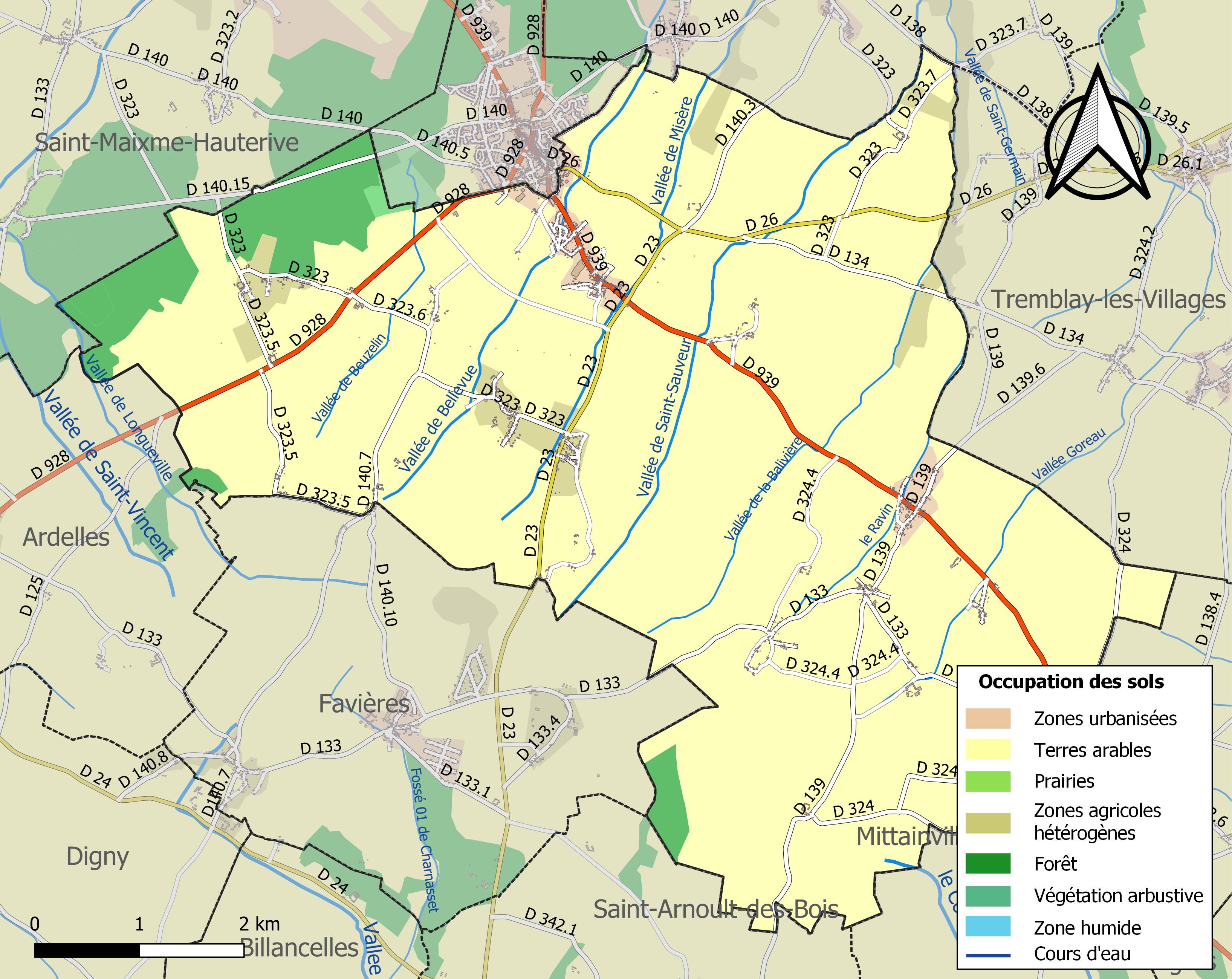
Carte des infrastructures et de l'occupation des sols de la commune en 2018 (CLC).

### Risques majeurs
Le territoire de la commune de Thimert-Gâtelles est vulnérable à différents aléas naturels : météorologiques (tempête, orage, neige, grand froid, canicule ou sécheresse), inondations, mouvements de terrains et séisme (sismicité très faible). Il est également exposé à un risque technologique, le transport de matières dangereuses. Un site publié par le BRGM permet d'évaluer simplement et rapidement les risques d'un bien localisé soit par son adresse soit par le numéro de sa parcelle.

#### Risques naturels
Certaines parties du territoire communal sont susceptibles d’être affectées par le risque d’inondation par débordement de cours d'eau et par ruissellement et coulée de boue, notamment le Coinon. La commune a été reconnue en état de catastrophe naturelle au titre des dommages causés par les inondations et coulées de boue survenues en 1999, 2001 et 2018,.

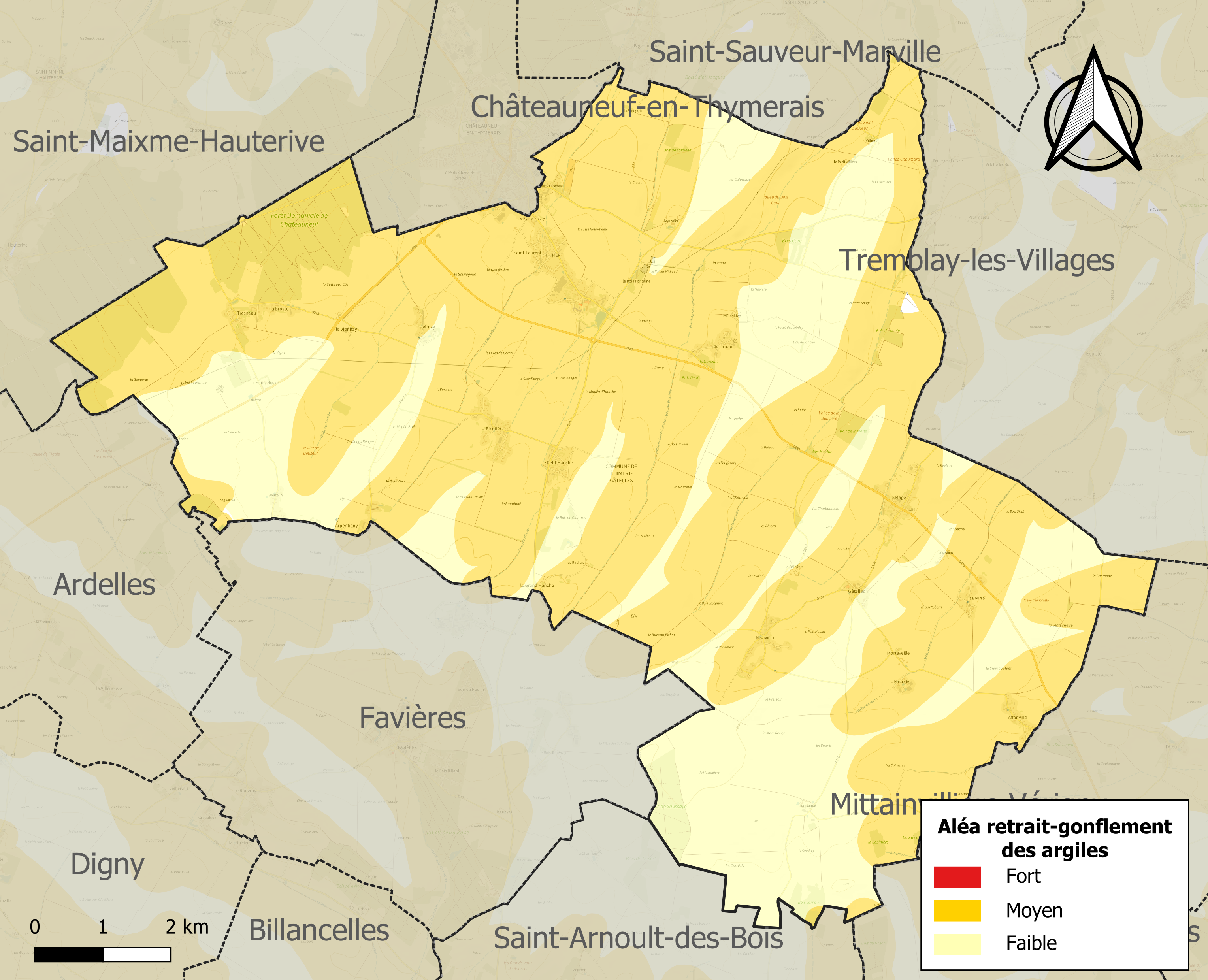
Carte des zones d'aléa retrait-gonflement des sols argileux de Thimert-Gâtelles.

Les mouvements de terrains susceptibles de se produire sur la commune sont des affaissements et effondrements liés aux cavités souterraines. L'inventaire national des cavités souterraines permet de localiser celles situées sur la commune.
Le retrait-gonflement des sols argileux est susceptible d'engendrer des dommages importants aux bâtiments en cas d’alternance de périodes de sécheresse et de pluie. 70,3 % de la superficie communale est en aléa moyen ou fort (52,8 % au niveau départemental et 48,5 % au niveau national). Sur les 558 bâtiments dénombrés sur la commune en 2019, 523 sont en aléa moyen ou fort, soit 94 %, à comparer aux 70 % au niveau départemental et 54 % au niveau national. Une cartographie de l'exposition du territoire national au retrait gonflement des sols argileux est disponible sur le site du BRGM,.
Concernant les mouvements de terrains, la commune a été reconnue en état de catastrophe naturelle au titre des dommages causés par des mouvements de terrain en 1999.

#### Risques technologiques
Le risque de transport de matières dangereuses sur la commune est lié à sa traversée par des infrastructures routières ou ferroviaires importantes ou la présence d'une canalisation de transport d'hydrocarbures. Un accident se produisant sur de telles infrastructures est en effet susceptible d’avoir des effets graves au bâti ou aux personnes jusqu’à 350 m, selon la nature du matériau transporté. Des dispositions d’urbanisme peuvent être préconisées en conséquence.

## Toponymie
Thimert-Gâtelles depuis la réunion de la commune de Gâtelles en 1972.
Thimert est attesté sous les formes castrum Theodmerense en 1031, Tedmarum castrum en 1059, Themerium vers 1115, Tymer en 1169. Issu de l'anthroponyme germanique, Theodemer ou (Teutmarus), un prince mérovingien qui a aussi laissé son nom au pagus Theodemerensis (le Thymerais), le « pays de Théodemer ».
Gâtelles est attesté sous la forme Castellum au IXe siècle, en 1224 apparait la forme Gastale qui montre une attraction de l’ancien français gast, « terre aride, inculte », à l’origine de « gâtine » de même étymologie que le verbe « gâter ». Un an plus tard apparait le pluriel Gastellae qui sera à l’origine du nom actuel. Ce toponyme de 1224 désignerait des terres incultes, dû à la destruction du château d'origine (peu probable car un grand et beau château neuf apparut à courte distance) ou à une fantaisie des scribes (ne connaissant pas les lieux), l'orthographie étant une obsession que depuis le 19e siècle. 
En fait il est clair que le toponyme actuel veut dire Château Thimert si on considère le ¨s¨ du pluriel comme une erreur ou une liberté artistique des moines scribes et sinon ce devrait être Châteaux Thimert.

## Histoire

### Ancien Régime
Thimer (Tedmarum Castrum) est l'ancienne capitale du Thymerais. L'établissement de Castel-neuf a causé la dépopulation de Thimer. En pleine guerre contre ses vassaux normands, Henri Ier de France reprend le château de Thimert à Guillaume le Conquérant, duc de Normandie, causant sa destruction en 1059. Les pierres de ce château fort (situé vers l'actuel lotissement du Saint-Laurent), rasé en 1060, servirent à la construction de la cité de Castel-neuf (actuelle Châteauneuf-en-Thymerais).

### Époque contemporaine

#### XXesiècle
- 1972 : Thimert absorbe Gâtelles ;
- 2003 : entrée dans la communauté de communes du Thymerais ;
- 2014 : intégration dans la communauté d'agglomération du Pays de Dreux.

## Politique et administration

### Tendances politiques et résultats
Élections présidentielles, résultats des deuxièmes tours
- Élection présidentielle de 2017[21] : 50,25 % pour Marine Le Pen (FN), 49,75 % pour Emmanuel Macron (REM), 81,33 % de participation.
- Élection présidentielle de 2012[22] : 62,41 % pour Nicolas Sarkozy (UMP), 37,59 % pour François Hollande (PS), 83,57 % de participation.
- Élection présidentielle de 2007[23] : 68,41 % pour Nicolas Sarkozy (UMP), 31,59 % pour Ségolène Royal (PS), 88,79 % de participation.
- Élection présidentielle de 2002[24] : 75,65 % pour Jacques Chirac (RPR), 24,35 % pour Jean-Marie Le Pen (FN), 82,63 % de participation.

Élections législatives, résultats des deuxièmes tours
- Élections législatives de 2017[25] : 58 % pour Olivier Marleix (LR), 42 % pour Claire Tassadit Houd (REM), 40,05 % de participation.
- Élections législatives de 2012[26] : 60,98 % pour Olivier Marleix (UMP), 39,02 % pour Gisèle Boullais  (PS), 60,11 % de participation.
- Élections législatives de 2007[27] : 67,68 % pour Gérard Hamel (UMP), 32,32 % pour Birgitta  Hessel (PS), 58,35 % de participation.
- Élections législatives de 2002[28] : 69,89 % pour Gérard Hamel (UMP), 30,11 % pour Birgitta Hessel (PS), 60,31 % de participation.

Élections européennes, résultats des deux meilleurs scores
- Élections européennes de 2009[29] : 36,48 % pour Jean-Pierre Audy (UMP), 11,89 % pour Véronique Goncalves (DVD), 38,02 % de participation.
- Élections européennes de 2004[30] : 22,08 % pour Catherine Guy-Quint (PS), 12,99 % pour Jean Verdon (FN), 49,45 % de participation.

Élections régionales, résultats des deux meilleurs scores
- Élections régionales de 2010[31] : 39,56 % pour François Bonneau (PS), 43,67 % pour Hervé Novelli (UMP), 49,48 % de participation.
- Élections régionales de 2004[32] : 38,36 % pour Michel Sapin (PS), 39,13 % pour Serge Vinçon (UMP), 64,09 % de participation

Élections cantonales, résultats des deuxièmes tours
- Élections cantonales de 2011[33] : 61,27 % pour Jean Pierre Gaboriau (MODEM), 38,73 % pour Christelle Minard (UMP), 61,50 % de participation.
- Élections cantonales de 2004[34] : 58,07 % pour Jean Pierre Gaboriau (DVG), 18,55 % pour Charles Schpiro (UMP), 67,72 % de participation.

Référendums
- Référendum de 2005 relatif au traité établissant une Constitution pour l’Europe[35] : 58,13 % pour le Non, 41,87 % pour le Oui, 74,80 % de participation.
- Référendum de 1992 relatif à la ratification du traité sur l'Union Européenne[36] : 54,35 % pour le Non, 45,65 % pour le Oui, 73,89 % de participation.

### Liste des maires
| Période                                  | Période       | Identité          | Étiquette | Qualité                              |
| ---------------------------------------- | ------------- | ----------------- | --------- | ------------------------------------ |
| Les données manquantes sont à compléter. |               |                   |           |                                      |
| 2001                                     | mars 2008     | Michelle Gagnaire |           |                                      |
| mars 2008                                | décembre 2015 | Dominique Journet | DVD       | Agriculteur                          |
| janvier 2016                             | En cours      | Pascal Guerrier,  |           | Agriculteur sur moyenne exploitation |

## Population et société

### Démographie
L'évolution du nombre d'habitants est connue à travers les recensements de la population effectués dans la commune depuis 1793. Pour les communes de moins de 10 000 habitants, une enquête de recensement portant sur toute la population est réalisée tous les cinq ans, les populations de référence des années intermédiaires étant quant à elles estimées par interpolation ou extrapolation. Pour la commune, le premier recensement exhaustif entrant dans le cadre du nouveau dispositif a été réalisé en 2008.

En 2022, la commune comptait 1 240 habitants, en évolution de −2,13 % par rapport à 2016 (Eure-et-Loir : −0,23 %, France hors Mayotte : +2,11 %).
| 1793 | 1800 | 1806 | 1821 | 1831 | 1836 | 1841 | 1846 | 1851 |
| ---- | ---- | ---- | ---- | ---- | ---- | ---- | ---- | ---- |
| 958  | 884  | 877  | 815  | 774  | 843  | 785  | 809  | 855  |

| 1856 | 1861 | 1866 | 1872 | 1876 | 1881 | 1886 | 1891 | 1896 |
| ---- | ---- | ---- | ---- | ---- | ---- | ---- | ---- | ---- |
| 823  | 826  | 790  | 770  | 730  | 708  | 744  | 733  | 731  |

| 1901 | 1906 | 1911 | 1921 | 1926 | 1931 | 1936 | 1946 | 1954 |
| ---- | ---- | ---- | ---- | ---- | ---- | ---- | ---- | ---- |
| 653  | 639  | 662  | 568  | 568  | 534  | 526  | 534  | 449  |

| 1962 | 1968 | 1975 | 1982 | 1990 | 1999 | 2006  | 2008  | 2013  |
| ---- | ---- | ---- | ---- | ---- | ---- | ----- | ----- | ----- |
| 531  | 581  | 815  | 826  | 841  | 929  | 1 051 | 1 085 | 1 253 |

| 2018  | 2022  | - | - | - | - | - | - | - |
| ----- | ----- | - | - | - | - | - | - | - |
| 1 245 | 1 240 | - | - | - | - | - | - | - |

## Culture locale et patrimoine

### Lieux et monuments

#### Église Saint-Blaise de Gâtelles

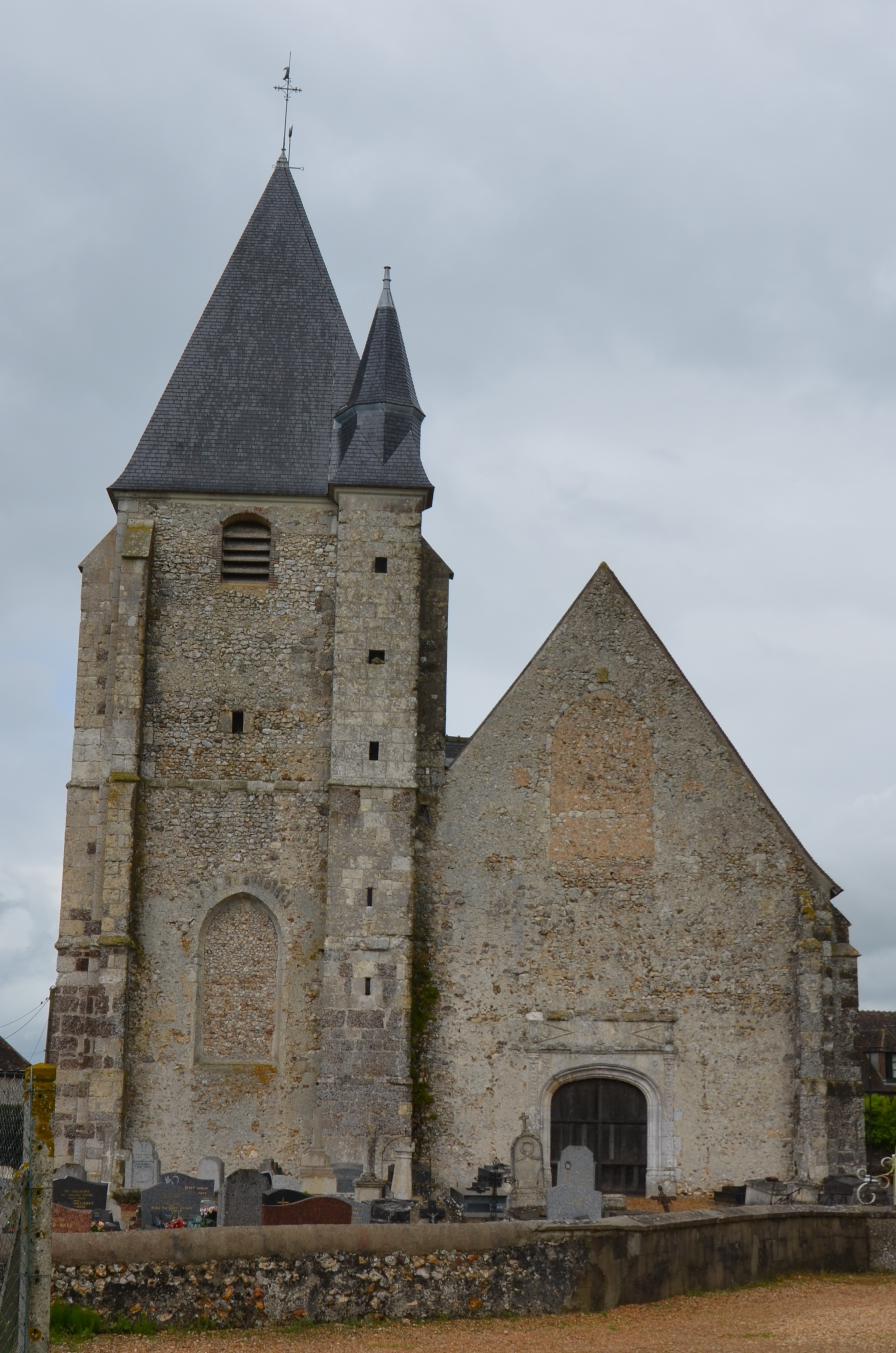
Église Saint-Blaise de Gâtelles,.

Classé MH (1921).

#### Église Saint-Pierre de Thimert

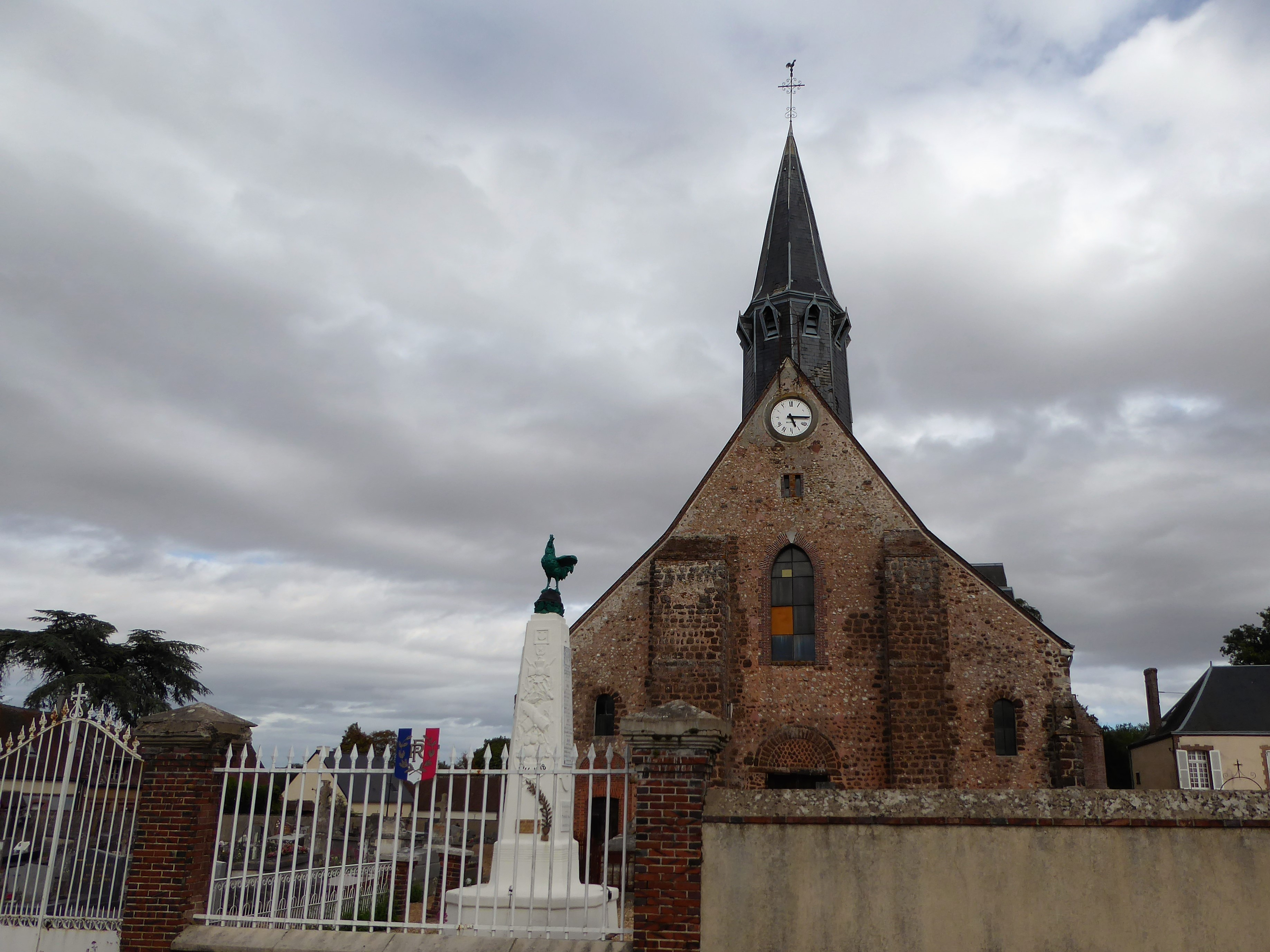
Monument aux morts et église Saint-Pierre de Thimert,,.

Inscrit MH (1932),  Classé MH (2021).

#### Motte castrale arasée de Thimert
Découverte en juillet 1998 par le biais de l'archéologie aérienne, les traces de la motte sont situées sur la commune de Thimert, à quelques mètres des limites de Châteauneuf (sortie de Châteauneuf, à droite sur la route qui va sur Bigeonette en passant par le lieu-dit le Printemps), elle est sans aucun doute la motte qui fut occupée par Guillaume, duc de Normandie, l'été 1058 et que dut assiéger le roi de France Henri Ier pour essayer de l'en déloger. L'armée royale assiégeait encore Thimert quand le roi Henri Ier mourut à Dreux le 4 août 1060. Elle fut rasée pour ne pas retomber aux mains des ennemis.

#### Chapelle Saint-Laurent

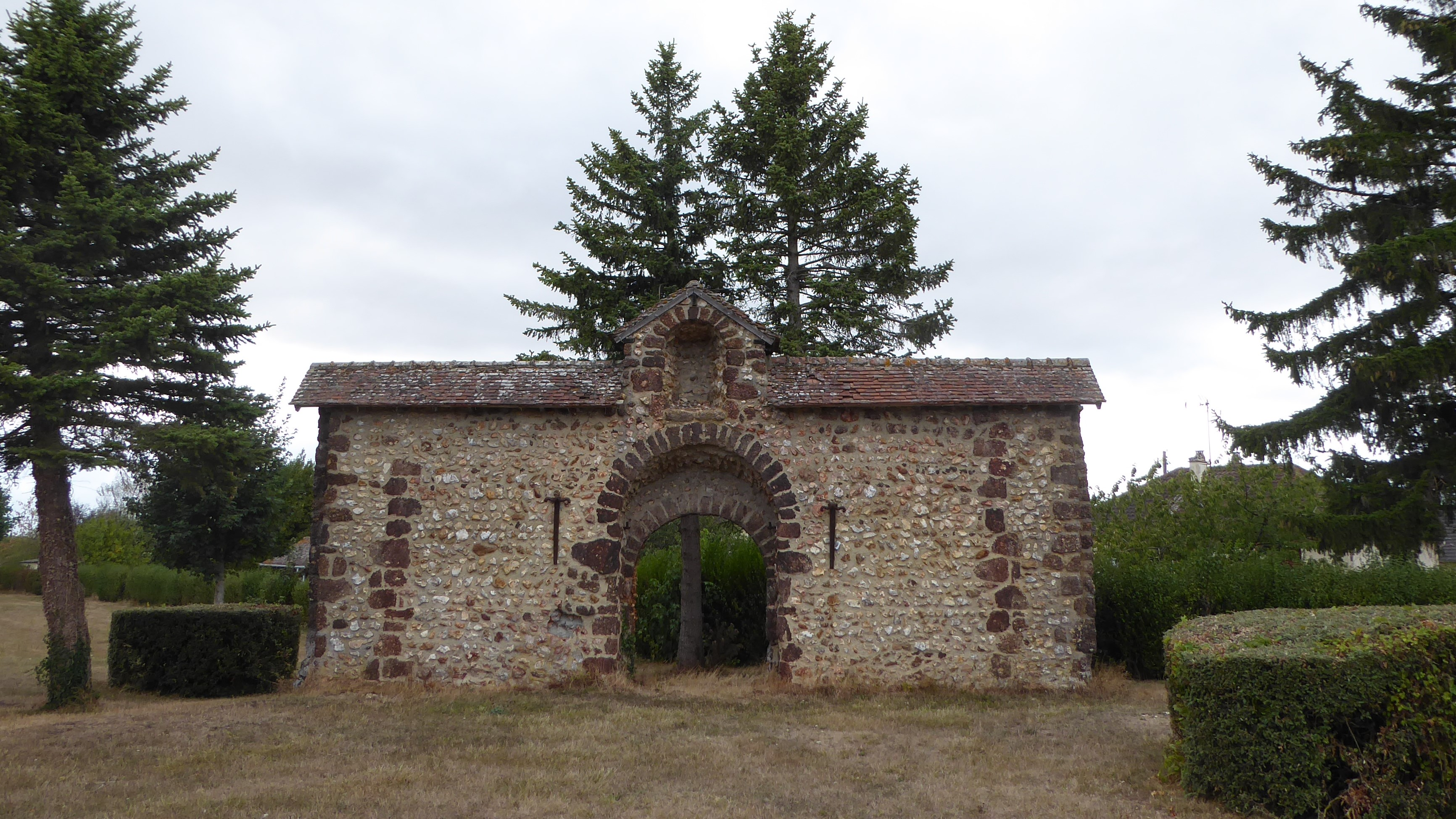
Les vestiges de la chapelle Saint-Laurent.

Située sur la route départementale 939 de Chartres à Thimert (actuelle Grande rue), l'ancienne chapelle de la léproserie de Thimert est limitée aujourd'hui à sa façade de style roman. Endommagée en 1940 par un bombardement, la toiture s'effondra en partie en 1952 et ses murs furent finalement démolis vers 1969.
En 1210 Gervais de Châteauneuf lui confirme les dons de ses prédécesseurs. On signalait encore quelques lépreux à la fin du XVIe siècle.
Néanmoins, les dispositions prises pour la suppression des léproseries par Louis XIV poussent à la création d'un hôpital à Châteauneuf destiné à recevoir les malades du bourg et de Thimert en 1696. La chapelle resta cependant encore longtemps le centre d'un petit pèlerinage régional.

#### Chapelle Notre-Dame de Lorette
Cette chapelle du XVe siècle accolée à une ferme faisait partie de l'ancien château d'Arpentigny dont il reste également les douves. Elle fut profanée par le seigneur Jean de Gravelle qui dut la remettre en état en 1649. La chapelle est ouverte une fois par an le 9 septembre pour un pèlerinage local à Notre-Dame de Lorette. Un retable du XIXe siècle, d'origine inconnue, met en scène des épisodes de la vie de la Sainte Vierge inspirés des apocryphes. Le bénitier en pierre inclut des armoiries d'époque.

#### Chapelle Saint-Thomas
La chapelle se situe près de la porte du pont Tabarin (Thimert) et est dédiée à saint Thomas Becket évêque de Cantorbéry (Canterbury). Elle est construite en maçonnerie de pierres de silex et couverte en tuile à partir de 1189 par Édouard Grin.
Hors des fortifications, elle eut à subir les différents sièges que la ville de Châteauneuf eut à soutenir à diverses reprises, qui ont entraîné des dégradations très sérieuses nécessitant des réparations et même une restauration complète.
Cette chapelle a été fermée au culte en 1789 et vendue comme bien national. Elle est toujours dans le domaine privé.

#### Ferme fortifiée du Clos Cailleau Guillandru
Propriété privée, visible de la route, cette ferme fortifiée date du XIIIe siècle et montre l'insécurité qui régnait dans la région lors du conflit opposant les rois de France au duc de Normandie et lors des guerres de religion. Sa porte du XIIIe siècle en moellon et brique surmontée d'un ancien blason martelé à la Révolution est flanquée d'une tour et d'une échauguette. Le reste de la ferme est du XVIIIe siècle, avec colombier.

#### Ferme fortifiée de La Balivière
Connue en 1734 sous le nom de château de la Ballivière qui dépendait de Longueville, cette ferme fortifiée est aujourd'hui une propriété privée. Elle garde les traces d'anciens fossés, d'une imposante tour ronde du XVIe siècle, d'une tour logis carrée près de l'enclos de l'ancien jardin, ainsi que les restes d'un portail Renaissance en pierre et brique.